# Església catòlica a Itàlia
L'Església Catòlica a Itàlia està constituïda per les institucions eclesiàstiques catòliques presents a Itàlia. L'Església italiana està dividida en 225 diòcesis les quals inclouen dues nacions sobiranes a més d'Itàlia, San Marino i la Ciutat del Vaticà.
El papa resideix a la Ciutat del Vaticà, a Roma. Roma i Itàlia han estat grans centres de pelegrinatge des de l'Imperi Romà, i Roma és habitualment vista com la llar de l'Església Catòlica.
Gràcies al Renaixement italià, l'art eclesiàstic a Itàlia és extraordinari, incloent obres de Leonardo da Vinci, Michelangelo, Fra Carnevale, Gian Lorenzo Bernini, Sandro Botticelli, Tintoretto, Ticià, Raphael, Giotto, etc.. L'arquitectura eclesiàstica italiana és igualment espectacular i històricament de gran importància per la cultura occidental, notablement les basíliques de Sant Pere a Roma, de Sant Marc a Venècia i de Santa Maria del Fiore a Florència.

## Història

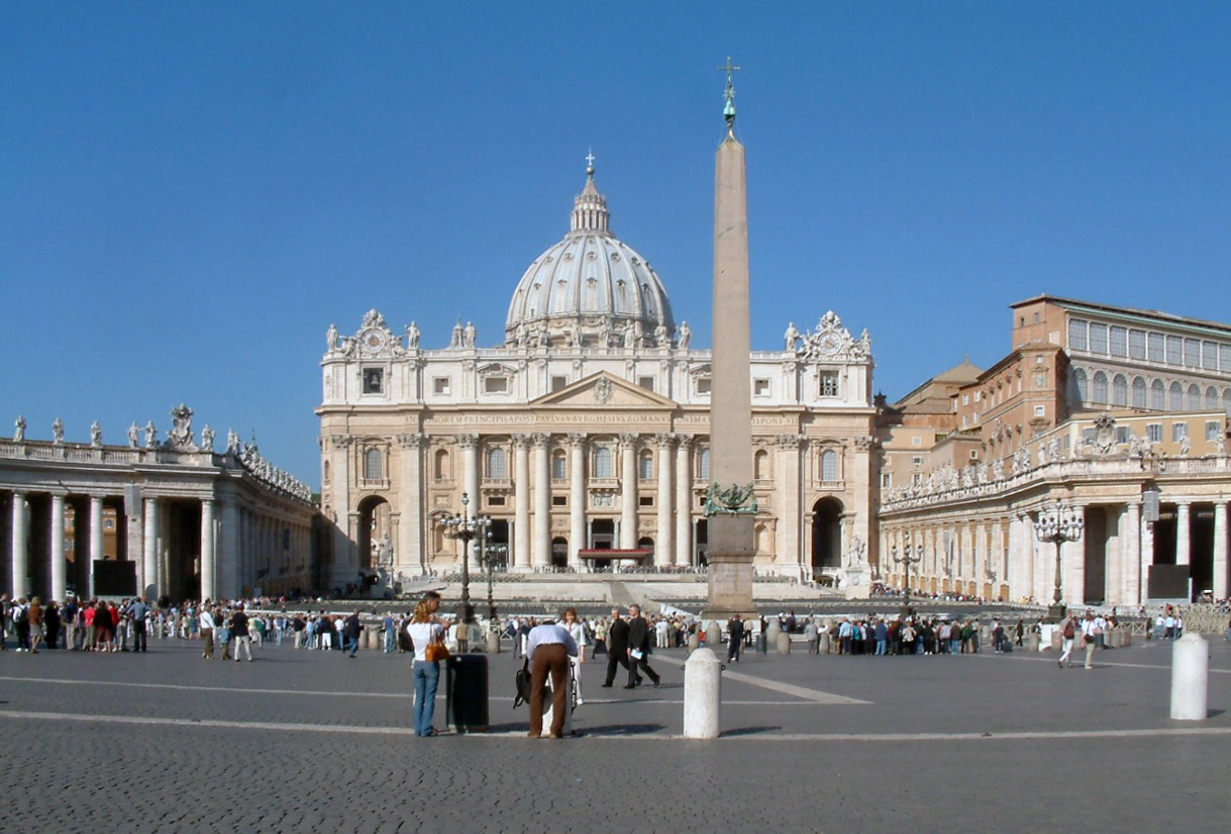
La basílica de Sant Pere i la Ciutat del Vaticà, a Roma.

El cristianisme arribà a la península italiana durant el primer segle, probablement mitjançant viatjants desconeguts, comerciants o soldats. La Carta als Romans de Pau de Tars està dirigida i mostra la presència de cristians romans al segle i. Els cristians de Roma també van estar en contacte amb Simó Pere i Pau de Tars, car tots dos van anar a Roma a predicar i van ser martiritzats allà. Un dels primers bisbes i papes italians va ser Climent de Roma, qui va escriure una carta a la comunitat cristiana de Corint vers el 96.
Durant els seus dos mil anys d'història, l'església italiana ha crescut en mida i influència, produint i/o acollint (a vegades abans del martiri) alguns dels major líders del catolicisme, incloent, Priscil·la i Àquila; Ignasi d'Antioquia, màrtiritzat a Roma; Policarp, màrtiritzat a Roma i a disciple of Joan Evangelista; Agnès, màrtir; Llorenç, màrtir; Justí el Màrtir, mestre i màrtir; Hipòlit, prevere i màrtir; Cecília de Roma, màrtir; Ambròs de Milà, bisbe i Doctor de l'Església; Jeroni, teòleg i Doctor de l'Església; Benet de Núrsia, fundador de l'orde benedictí i del monaquisme occidental; Lleó Magne, bisbe de Roma i Doctor de l'Església; Gregori el Gran, bisbe de Roma i Doctor de l'Església; Agustí de Canterbury, monjo romà, missioner benedictí a Anglaterra, posteriorment bisbe anglès; Urban II, Bisbe de Roma que convocà la Primera Croada; Anselm de Canterbury, filòsof, Doctor de l'Església i posteriorment bisbe anglès; Francesc d'Assís, místic i fundador dels Franciscans; Bonaventura de Bagnoregio, dominic, teòleg i Doctor de l'Església; Tomàs d'Aquino, teòleg, filòsof, i Doctor de l'Església; Dante, poeta; Caterina de Siena, mística, reformadora, i Doctora de l'Església; Claudio Monteverdi, compositor; Roberto Bellarmino de Toscana, jesuïta teòleg i Doctor de l'Església; Antonio Vivaldi, prevere i compositor; Lleó XIII, bisbe de Roma i reformador social; Pius XII, bisbe de Roma; Joan XXIII, bisbe de Roma i iniciador del Concili Vaticà II, entre molts altres.
Hom pot afegir a aquesta llista els fundadors de diversos moviments laics contemporanis, notablement Luigi Giussani, fundador de Comunió i Alliberament; Chiara Lubich, fundador de Moviment dels Focolars o, Andrea Riccardi, fundador de Comunitat de Sant Egidi., ara una de les grans organitzacions de fidels a nivell mundial.

## Actualitat
Al voltant d'un 85% de la població italiana és catòlica, del qual un terç són membres actius. Itàlia té 225 diòcesis i arxidiòcesis, més que cap altre país al món llevat del Brasil. També té el major nombre de parròquies (25.694), religioses (102.089), religiosos (23.719) i preveres (44.906).
Els bisbes italians formen la Conferència Episcopal Italiana com a cos col·laboratiu per realitzar certes funcions especificades pel Dret Canònic. A diferència de la majoria de conferències episcopals, el President de la italiana és nomenat pel Papa, en la seva capacitat com a Primat d'Itàlia. Des de març del 2007, el president de la Conferència Episcopal és el cardenal Angelo Bagnasco.

## Organització

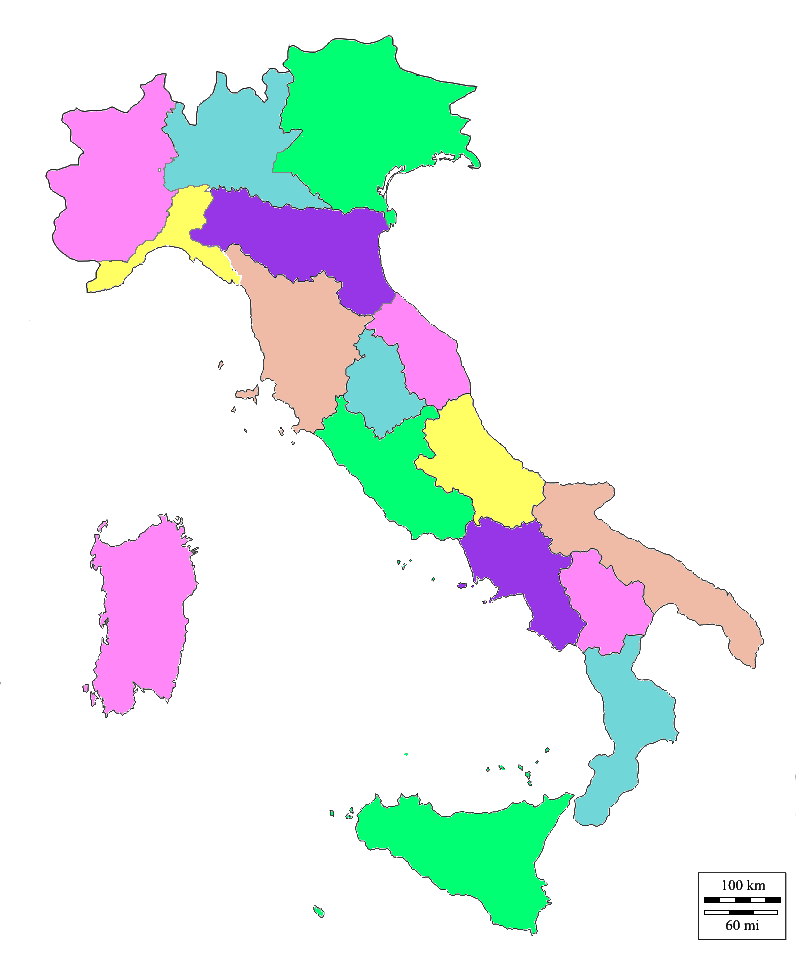
Mapa de les 16 regions eclesiàstiques italianes

El Primat d'Itàlia és el bisbe de Roma, que és també ex officio papa. El títol de primat és merament honorífic. En el passat era atribuït a l'arquebisbe d'una diòcesi metropolitana de gran importància (capital d'estat o seu de la jerarquia local). A nivell honorífic actualment es mantenen els títols de 
- Patriarca de Venècia: Primat de Dalmàcia
- Arquebisbe metropolità de Pisa: Primat de les illes de Còrsega i Sardenya
- Arquebisbe metropolità de Salern-Campagna-Acerno: Primat del Regne de Nàpols
- Arquebisbe metropolità de Palerm: Primat de Sicília

A Itàlia hi ha dues esglésies particulars:
- l'Església Llatina, absolutament majoritària, que fa servir el ritu romà, excepte a l'arquebisbat de Milà, on es fa servir el ritu ambrosià.
- l'Església catòlica italoalbanesa, de ritu bizantí, dividida en l'abadia territorial de Santa Maria di Grottaferrata, l'eparquia de Lungro i l'eparquia de Piana degli Albanesi.

L'Església Llatina a Itàlia està dividida en:
- 16 regions eclesiàstiques, corresponents a les regions de l'estat italià, amb algunes fusions: Piemont+Vall d'Aosta / Trentino-Alto Adige/Tirol del Sud+Friül — Venècia Júlia+Vèneto / Abruços+Molise
- 42 províncies eclesiàstiques, subdividides en:
  - 1 seu apostòlica: Roma
  - 1 seu patriarcal: Venècia (a part del títol, és anàloga a les altres arxidiòcesis metropolitanes)
  - 40 arxidiòcesis metropolitanes
- 20 arxidiòcesis
- 155 diòcesis
- 2 prelatures territorials:
  - Loreto
  - Pompeia
- 6 abadies territorials:
  - Monte Oliveto Maggiore
  - Montecassino
  - Montevergine
  - Santa Maria di Grottaferrata
  - Santissima Trinità di Cava de' Tirreni
  - Subiaco
- 1 ordinariat militar

## Finançament
Vegeu també: Finançament de l'Església catòlica a Itàlia i Vuit per mil
L'Església catòlica italiana és finançada en part per les donacions dels fidels i en part per l'Estat italià.
La major part del finançament prové del mecanisme del vuit per mil, corresponent al 2004 de prop de 940 milions d'euros.
Les ofertes dels fidels mitjançant la declaració de la renda, instituïda el 1989, va ascendir el 2003 a uns 18 milions d'euros. A aquesta suma cal afegir el producte de les almoines.
Igual que totes les confessions religioses que han signat acords amb l'Estat, finalment, l'Església Catòlica gaudeix de certes exempcions d'impostos: els edificis per a fins de culte estan exempts de l'impost sobre el valor afegit (IVA) i de l'impost sobre la terra. A més, el "Decret Fiscal" en relació amb la llei de pressupost per al 2006 per a l'exempció de l'impost a la propietat local (ICI) en totes les propietats de les denominacions que han signat acords amb l'Estat, independentment de la naturalesa comercial (abans de l'exempció només cobria els edificis utilitzats per al propòsit del culte). La suma de l'exempció estimada per l'ANCI és d'entre 600 i 700 milions d'euros, i de la Conferència Episcopal Italiana (CEI) en més d'1 milió d'euros.
També hi ha altres fonts de finançament o de privilegis fiscals de diversa índole:
- deduïbilitat d'uns 1.000 euros (màxim) en declarar
- fons especial per al pagament de pensions als clergues
- l'exempció total d'impostos, els impostos sobre successions i donacions, incloent, per les parròquies i entitats eclesiàstiques
- finançament a les escoles privades, incloses les catòliques
- càrrecs d'urbanitacions destinades a llocs de culte
- contribucions als oratoris

## Nunciatura apostòlica
La Santa Seu i l'Estat Italià mantenen relacions diplomàtiques des del 24 de juny de 1929, de resultes de la signatura dels Pactes del Laterà, que posaren punt final a la Qüestió romana i comportà el reconeixement recíproc d'ambdues nacions.
El nunci apostòlic a Itàlia és també el nunci a San Marino; i actualment és l'arquebisbe italià Giuseppe Bertello, que ocupa el càrrec des de gener de 2007.

### Nuncis apostòlicis
- Francesco Borgongini Duca † (30 de juny de 1929 - 12 de gener de 1953 retirat)
- Giuseppe Fietta † (26 de gener de 1953 - 13 de desembre de 1958 retirat)
- Carlo Grano † (13 de desembre de 1958 - 1967 retirat)
- Egano Righi-Lambertini † (8 de juliol de 1967 - 23 d'abril de 1969 nomenat nunci apostòlic a França)
- Romolo Carboni † (26 d'abril de 1969 - 19 d'abril de 1986 retirat)
- Luigi Poggi † (19 d'abril de 1986 - 9 d'abril de 1992 nomenat arxiver i bibliotecari vaticà)
- Carlo Furno (15 d'abril de 1992 - 26 de novembre de 1994 retirat)
- Francesco Colasuonno † (12 de novembre de 1994 - 21 de febrer de 1998 retirat)
- Andrea Cordero Lanza di Montezemolo (7 de març de 1998 - 17 d'abril de 2001 retirat)
- Paolo Romeo (17 d'abril de 2001 - 19 de desembre de 2006 nomenat arquebisbe de Palerm)
- Giuseppe Bertello (11 de gener de 2007 – 1 d'octubre de 2011, nomenat president del Governació de la Ciutat del Vaticà)
- Adriano Bernardini (15 de novembre de 2011 - 12 de sttembre de 2017 retirat)
- Emil Paul Tscherrig, des del 12 de sttembre de 2017